# Sowind Group
Sowind Group est un groupe suisse actif dans la haute horlogerie fondé par Luigi Macaluso en 1988. Le groupe Kering est actionnaire majoritaire de Sowind depuis juillet 2011 (50,1 % du capital, 49,9 % pour la famille Macaluso), durant plusieurs années.
Sowind Group est un collectif indépendant, composé des marques Ulysse Nardin et Girard-Perregaux.

## Histoire
Basé à La Chaux-de-Fonds, le groupe détient les Marques de haute horlogerie Girard-Perregaux et JeanRichard, une manufacture de mouvements et de montres (Sowind Manufactures), ainsi qu’une manufacture de boîtiers et de bracelets (les Ateliers Bautte).
Il développe et produit des mouvements de prestige (plus de 100 variantes de mouvements existants) ainsi que des montres Haut de Gamme.

## Marques du Sowind Group
Les racines de Girard-Perregaux remontent à 1791 avec une histoire riche en innovations alliant à la fois design et technologie, comme le fameux tourbillon sous trois Ponts d’or conçu par Constant Girard au XIXe siècle. 
JeanRichard est une marque dédiée à Daniel Jeanrichard, pionnier de l’horlogerie dans la région de Neuchâtel pendant le XVIIe siècle.

## Partenariat avec le groupe Kering
En juin 2008, Sowind Group annonce la signature d’un accord de coopération stratégique à long terme avec le groupe Kering. Kering devient alors actionnaire de Sowind Group à hauteur de 23 % du capital. Kering porte sa participation à 50,1 % du capital au mois de juillet 2011,. 